# Аронштам Лазар Наумович
Лазар Наумович Аронштам (8 червня 1896, село Борзна, Чернігівська губернія, тепер Чернігівська область — розстріляний 25 березня 1938, місто Москва) — радянський військовий діяч єврейського походження, Армійський комісар 2-го рангу. Член Військової Ради при наркомі оборони СРСР, член Військової ради Народного комісаріату оборони СРСР. Член Центральної контрольної комісії ВКП(б) у 1930—1934 роках та член Президії ЦКК ВКП(б) у 1932—1934 роках. Член Центральної Ревізійної Комісії ВКП(б) у 1934—1937 роках.

## Біографія
Народився 8 червня 1896 року в селі Борзна Чернігівської губернії (за іншими даними — в місті Ромни) в єврейській родині торговця. З 1907 по 1914 рік навчався в Лодзинському мануфактурно-промисловому училищі. З 1915 року навчався у 8-й Варшавській гімназії в Чернігові, у 1917 році закінчив 1-у Ковенську гімназію в Харкові.
Член РСДРП(б) з липня 1915 року.
З квітня по вересень 1917 року — партійний працівник комітету РСДРП(б) у Харкові. У вересні 1917 — лютому 1918 року — партійний працівник Сокольницького районного комітету РКП(б) Москви, червоногвардієць Сокольницького районного революційного комітету. У 1918 році вступив до Комуністичної спілки молоді.
У лютому — березні 1918 року — курсант 1-ї артилерійської школи в Москві. У березні — квітні 1918 року — розвідник-червоногвардієць 1-ї армії Гомельського напряму, 1-го Московського революційного загону Західного фронту. З квітня по червень 1918 року — політичний боєць Всеросійської колегії із організації та формування РСЧА на станції Тихорецька Північно-Кавказької залізниці. З липня по серпень 1918 року — політичний боєць загону Подвойського в Курську та Льгові.
У серпні — листопаді 1918 року — військовий комісар батальйону 5-го Середньоуральського стрілецького полку РСЧА. З листопада 1918 по січень 1919 року — член редакційної колегії газети «Красный боец» 3-ї армії РСЧА Східного фронту.
У січні — квітні 1919 року — військовий комісар 14-ї стрілецької дивізії 9-ї армії Південного фронту. З квітня по жовтень 1919 року — військовий комісар 3-ї бригади, з листопада 1919 по березень 1920 року — військовий комісар 1-ї бригади 14-ї стрілецької дивізії Південного фронту.
У березні 1920 — серпні 1921 року — військовий комісар 14-ї стрілецької дивізії імені Стьопіна на Кавказькому фронті.
У серпні — листопаді 1921 року — військовий комісар 28-ї стрілецької дивізії 11-ї армії РСЧА.
З листопада 1921 по квітень 1923 року навчався у Військовій академії РСЧА.
У травні 1923 — червні 1924 року — військовий комісар 4-ї стрілецької дивізії РСЧА Західного фронту.
З червня по липень 1924 року — помічник командира 5-го стрілецького корпусу з політичної частини на Західному фронті. З липня по вересень 1924 року — військовий комісар Інспекції артилерії РСЧА в Москві.
З вересня 1924 по лютий 1926 року перебував на нелегальній роботі в Польщі по лінії військової розвідки. У 1924—1925 роках — член ЦК КП Польщі і від 1924 року — секретар ЦК КП Західної Білорусі.
У лютому 1926 року заарештований польськиою владою і до січня 1928 року перебував у в'язниці. У січні 1928 року після обміну заарештованими повернувся до СРСР.
З січня по липень 1928 року — на партійній роботі в Польській секції Комінтерну в Москві. У 1928 році — військовий комісар Інспекції артилерії і бронесил РСЧА.
У липні 1928 — листопаді 1929 року — відповідальний секретар Вітебського окружного комітету КП(б) Білорусі.
У грудні 1929 — вересні 1933 року — начальник Політичного управління та член революційної військової ради Білоруського військового округу в Смоленську.
У вересні 1933 — грудні 1936 року — заступник командувача і начальник Політичного управління Особливої Червонопрапорної Далекосхідної армії в Хабаровську. З 1934 по 1937 роки — член Військової ради при Народному комісарові оборони СРСР.
У грудні 1936 — травні 1937 року — заступник командувача із політичної частини, начальник Політичного управління та член військової ради Московського військового округу.
У травні 1937 року — начальник Політичного управління та член військової ради Приволзького військового округу.
31 травня 1937 року заарештований органами НКВС і виключений зі складу Військової Ради при народному комісарові оборони СРСР. На слідстві до нього застосовувалися «фізичні методи впливу». 25 березня 1938 року Військовою колегією Верховного суду СРСР засуджений до смертної кари і в той же день розстріляний.
2 червня 1956 року посмертно реабілітований. 25 липня 1956 року відновлений в членах КПРС.

## Родина
Брат Григорій із квітня 1928 по серпень 1930 року був 1-м секретарем ЦК КП Туркменістану, а також членом ЦКК ВКП(б).

## Звання
- армійський комісар 2-го рангу (20.11.1935)

## Нагороди
- орден Червоного Прапора (20.02.1928)[5]